# Szczytniki (gmina)
Pour les articles homonymes, voir Szczytniki.
Szczytniki est une gmina rurale du powiat de Kalisz, Grande-Pologne, dans le centre-ouest de la Pologne. Son siège est le village de Szczytniki, qui se situe environ 20 km au sud-est de Kalisz et 126 km au sud-est de la capitale régionale Poznań.
La gmina couvre une superficie de 110,66 km2 pour une population de 8 086 habitants.

## Géographie
La gmina inclut les villages d'Antonin, Borek, Bronibór, Chojno, Cieszyków, Daniel, Główczyn, Górki, Gorzuchy, Grab, Guzdek, Helenów, Joanka, Kobylarka, Kornelin, Korzekwin, Kościany, Krowica Pusta, Krowica Zawodnia, Krzywda, Kuczewola, Lipka, Mała Gmina, Marchwacz, Marchwacz-Kolonia, Marcjanów, Mroczki Wielkie, Murowaniec, Niemiecka Wieś, Pamiątków, Pieńki, Popów, Poręby, Pośrednik, Radliczyce, Rudunki Szczytnickie, Sobiesęki Drugie, Sobiesęki Pierwsze, Sobiesęki Trzecie, Staw, Strużka, Szczytniki, Trzęsów, Tymieniec, Tymieniec-Dwór, Tymieniec-Jastrząb, Tymieniec-Kąty, Tymieniec-Niwka et Włodzimierz.
La gmina borde les gminy de Błaszki, Brzeziny, Godziesze Wielkie, Goszczanów, Koźminek et Opatówek.